# 展書樓

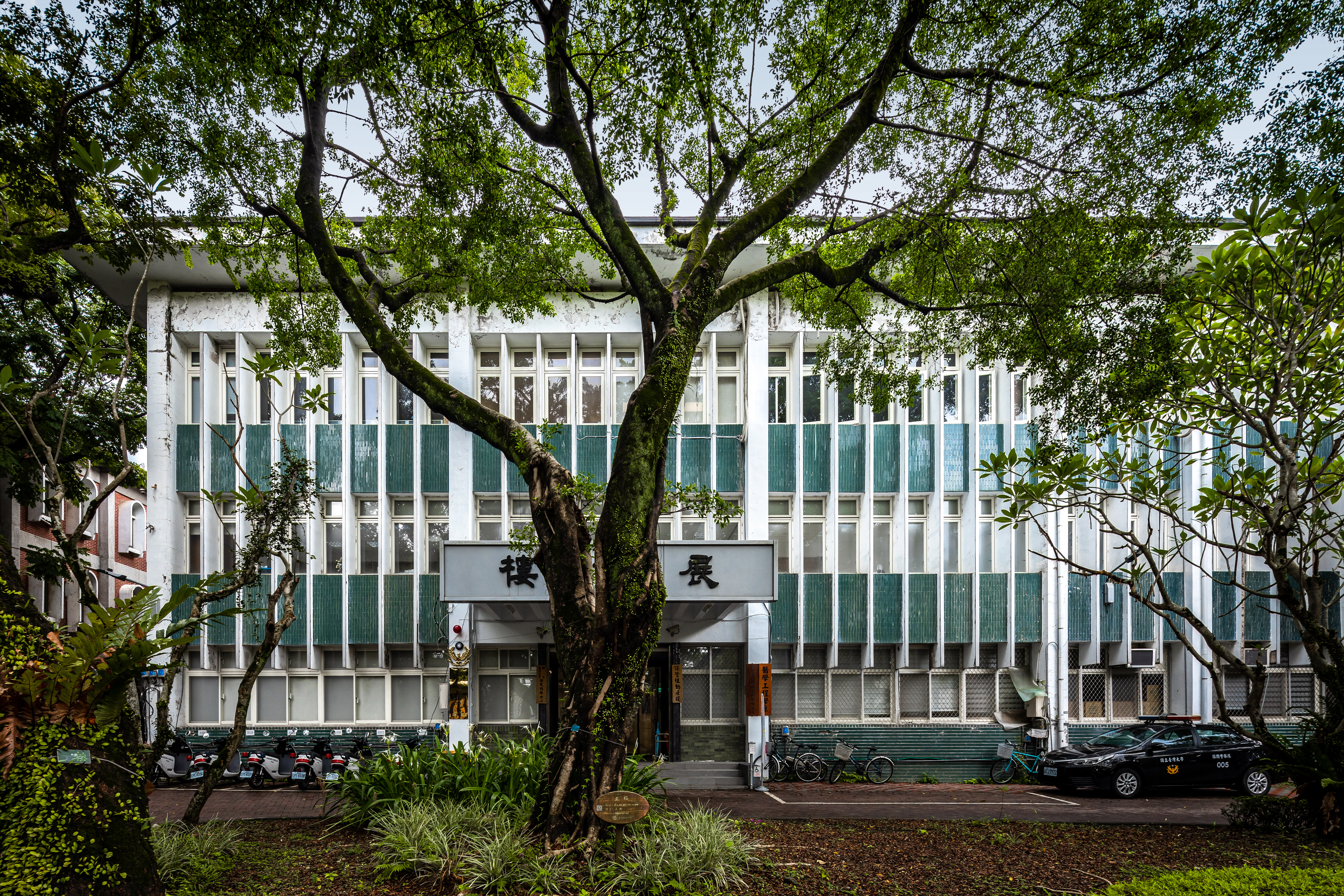
展書樓

展書樓，位於國立臺灣大學校總區的建築，原由國立編譯館使用，現在由台灣大學校警隊、國際華語研習所、高分子所以及醫學工程所使用。
展書樓為國立編譯館於1956年租用臺灣大學校地興建，1995年借期屆滿，但由於國立編譯館持續佔用，經台大校方催討後由教育部發函續借至2000年，並希望新館落成後再搬遷與歸還校地，然而新建地的金華段土地仍為台大所有，因此校方有意尋求律師提出訴訟，要求該單位於2001年歸還校地，且新大樓土地所有權應分配給學校，並要求該單位支付延期歸還期間之房地使用費。國立編譯館取得新館使用執照後於2002年三月底完成搬遷，台大收回國立編譯館舊館。
國立編譯館舊館校地收回後，伴隨舟山路沿線的規劃整修，2003年5月2日及10月22日兩次討論後，將原國立編譯館舊館改名為展書樓，台大校警隊於2004年進駐展書樓前棟，後棟由高分子科學與工程學研究所、醫學工程學系等單位使用。

## 外部連結
- 台大校警隊 （页面存档备份，存于）
- 台大高分子所 （页面存档备份，存于）